# Akua Senkyiwa Ahenkora

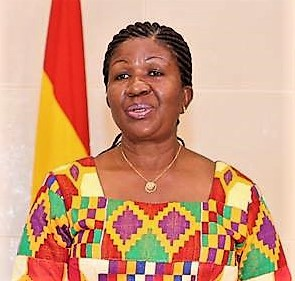
Akua Senkyiwa Ahenkora (2019)

Akua Senkyiwa Ahenkora ist eine ghanaische Diplomatin.
Sie war Hochkommissarin Ghanas in Malaysia, mit Sitz in Kuala Lumpur. Zudem war sie Botschafterin Ghanas in Indonesien und Osttimor. Am 28. Februar 2019 übergab sie ihre Akkreditierung an Osttimors Präsident Francisco Guterres. 2022 wurde Ahenkora von Florence Buerki Akonor abgelöst.